# زیارت (فیلم ۲۰۰۱)
«زیارت» (انگلیسی: Pilgrimage)) فیلمی در ژانر مستند به کارگردانی ورنر هرتسوک است که در سال ۲۰۰۱ منتشر شد.